# Dimitrios Muyos
Dimitrios Muyos –en griego, Δημήτριος Μούγιος– (Marusi, 13 de octubre de 1981) es un deportista griego que compitió en remo.
Participó en los Juegos Olímpicos de Pekín 2008, obteniendo una medalla de plata en la prueba de doble scull ligero.
Ganó una medalla de plata en el Campeonato Mundial de Remo de 2007 y tres medallas en el Campeonato Europeo de Remo entre los años 2007 y 2009.

## Palmarés internacional
| Juegos Olímpicos   | Juegos Olímpicos    | Juegos Olímpicos | Juegos Olímpicos   |
| Año                | Lugar               | Medalla          | Prueba             |
| ------------------ | ------------------- | ---------------- | ------------------ |
| 2008               | Pekín (China)       | Medalla de plata | Doble scull ligero |
| Campeonato Mundial |                     |                  |                    |
| Año                | Lugar               | Medalla          | Prueba             |
| 2007               | Múnich (Alemania)   | Medalla de plata | Doble scull ligero |
| Campeonato Europeo |                     |                  |                    |
| Año                | Lugar               | Medalla          | Prueba             |
| 2007               | Poznań (Polonia)    | Medalla de plata | Doble scull ligero |
| 2008               | Maratón (Grecia)    | Medalla de oro   | Doble scull ligero |
| 2009               | Brest (Bielorrusia) | Medalla de oro   | Doble scull ligero |